# Bärenstein (Erzgebirgskreis)
Bärenstein è un comune di 2 245 abitanti della Sassonia, in Germania.
Appartiene al circondario dei Monti Metalliferi (targa ERZ) ed è parte della comunità amministrativa (Verwaltungsgemeinschaft) di Bärenstein.
Si trova a circa 700 metri dal confine ceco di Nové Zvolání.